# Кіт на мільйон доларів
"Кіт на мільйон доларів" (англ. The Million Dollar Cat)- чотирнадцятий епізод у серії короткометражних мультфільмів «Тома і Джеррі». Епізод був випущений 6 травня 1944 року. Всіх персонажів серії озвучив Вільям Ганна.

## Сюжет
Тома використовує Джеррі як живу мішень для гри в дартс. Джеррі стоїть на тумбі з прив'язаним до голови яблуком і тремтить. Том кидає в нього дротиками навіть наосліп. Раптом приходить телеграма. В телеграмі сказано
|  | Мадам, за заповітом вашої ексцентричної тітоньки Геррієт, ваш кіт Томас отримує суму один мільйон доларів. |

Тому читає її і спочатку не зрозумівши, залишає на підлозі, але заново перечитавши телеграму, зразу ж приходить в стан захоплення і робить заднє сальто по всій кімнаті, кричачи "Йе-е-е-е!!! О, так!", цілує рибку з акваріума і навіть розкидає квіти з кошика. Його поведінка злегка спантеличила Джеррі, він підходить до телеграми, читає її, і приходить в той же стан, що і Том. Це насторожує Тома, і він перечитує телеграму. В її кінці говориться наступне:
|  | З однією умовою. Всі привілеї будуть анульовані, якщо кіт образить будь-яку живу істоту... НАВІТЬ МИШУ |

Наступного дня ми бачимо уривки з газет, які говорять про багатство Тома («Кіт успадкував ціле багатство, як сир у маслі», «Кіт купається у вершках — п'є, поки купається», «Кіт розбурхав суспільство», «Кіт переїжджає на Парк-авеню» тощо). Тому переїжджає на Парк-авеню, будинок № 1. Кіт виходить із будівлі із задоволеним видом, а Джеррі виходить у тому ж настрої з "будинку номер один" на Парк-авеню (один із його способів вивести Тома з себе). Тома хапає мишеня, але Джеррі показує йому телеграму з виділеними словами «НАВІТЬ МИШУ». Том цілує Джеррі на знак вибачення і тікає в чекаючий на нього лімузин. Том розслабляється в кріслі автомобіля і дістає сигарету, і Джеррі запалює її — мишеня якимось незрозумілим чином теж опинився в машині. Джеррі смикає Тома за манишку, так що та вдаряє кота по морді, скручуючись як жалюзі. Коли Том грізно нависає над наглим-Джеррі спокійно показує телеграму, знову даючи зрозуміти, що Том не сміє його зачепити, якщо він не хоче втратити мільйон доларів. У деякому затьмаренні розуму Том вирішує їхати зовні автомобіля - але несподівано врізається в ліхтарний стовп.
Том повертається в свої апартаменти, де за столом його чекає чудовий желатиновий десерт. Том передчуває трапезу, але тут за іншим кінцем столу з'являється Джеррі, який тягне до себе десерт за допомогою скатертини і з'їдає його. Том в люті кладе Джеррі на піднос і закриває його кришкою, зав'язує піднос в скатертину і йде в спальню, попутно забарикадувавши двері туди. Том лягає на ліжко, і як тільки кіт намагається подрімати, сплячий Джеррі (невідомо як потрапив в спальню) вкривається  хвостом Тома замість ковдри. Том вирішує це терпіти. Але мишеняті все одно холодно, він вкривається  ковдрою, стягнувши її з Тома. Не встигає Том обуритися, як сплячий Джеррі зіштовхує кота з ліжка. Том хоче вдарити мишеня битою, але той показує телеграму (знову-таки не прокидаючись). Засмучений Том вдаряє сам себе битою.
Наступного ранку Том стоїть біля ванної кімнати і чекає, поки Джеррі звільнить її. Але Джеррі не поспішає її звільнити. Розгніваний Том хоче взяти ванну штурмом, але він чує дзвінок: принесли сніданок. У Тома з'являються кілька ідей, як позбутися від Джеррі (отрута, ніж, бомба, сокира, зашморг), але незабаром придумав ідею краще: стрибок з вікна хмарочоса вниз. Том імітує пожежу, замаскувавши вікно під пожежний вихід, розпалює багаття, ховається за дверима і імітує заклик про допомогу, і пожежну сирену. Джеррі вибігає з ванни і стрибає вниз через «пожежний вихід». Том знову приходить в захват, впевнений, що мишеня розбився на смерть і приймається за сніданок, але турбується, раптом Джеррі сховався під кришкою, що оберігає сніданок від передчасного охолодження? Ні, здалося. Під кришкою виявилося лише те, чому там і слід бути: тост, бекон і яєчня. Том спокійно бере положену  на столі серветку ... і знову бачить Джеррі, якому вдалося врятуватися і містичним чином пробратися під серветку! Джеррі з'їдає весь сніданок, пирскає лимоном Тому в обличчя, кидає йому шматок масла в око, знову прикро смикає його за манишку — і знову показує коту телеграму. Дії Джеррі настільки розлютили Тома, що другий шалено рве телеграму і кидає її на тарілку. Мишеня розуміє, що перейдена якась межа  і останні знущання над котом явно були зайвими. В якості останнього засобу, він знаходить в купці шматок зі словами «НАВІТЬ МИШУ» і показує його коту. Але Тому вже було все одно, він впихає шматок мишеняті в рот, змушуючи в буквальному сенсі проковтнути ці слова. Том, заволавши як маніяк від злості, руйнує піднос разом з посудом, а уламком підноса столу приймається ганяти Джеррі. У якийсь момент Том, утримуючи Джеррі за хвіст, задумливо звертається до самого себе: «подумати тільки, я втрачаю мільйон доларів... але зате я щасливий!"- і після цього, радіючи, продовжує атакувати мишеня, з великими труднощами ухиляється від граду ударів.

## Факти
- На початковій заставці Вільям Ганна вказаний як Білл Ганна.
- Том говорить у цій стрічці; один з рідкісних випадків, коли він це робить.
- Джеррі також кричить " Йе-е-е-е!!! О, так!»
- У цьому епізоді Том вперше домінує над Джеррі.

## Цензура
- Для показу на каналі Boomerang була вирізана сцена з курінням сигарети.
- Стрічка не показувалася в Англія.